# S.V. Vesta
SV Vesta là một đội bóng đá nằm ở Willemstad, Curacao, đang thi đấu ở Giải Hạng nhất Curaçao League. Đất nước Curacao là một phần của Antilles của Hà Lan trong Vương quốc Hà Lan cho đến khi tách ra vào năm 2010 

## Đội hình hiện tại 2016-2017
| No. |          | Position | Player                         |
| --- | -------- | -------- | ------------------------------ |
|     | Curaçao  | GK       | Gino Costina                   |
|     | Curaçao  | GK       | Raymar Revierre                |
|     | Curaçao  | GK       | Roderick Rooijer               |
|     | Curaçao  | DF       | Ruchendro "Chendro" Kirindongo |
|     | Curaçao  | DF       | Carlos Koeiman                 |
|     | Curaçao  | DF       | Jordan Kastaneer               |
|     | Curaçao  | DF       | Jerachmeel "Jerry" Cleofa      |
|     | Curaçao  | DF       | Claytis Hanse                  |
|     | Curaçao  | DF       | Gerson Sambo                   |
|     | Curaçao  | DF       | Eder Constancia                |
|     | Curaçao  | DF       | Jean Carlos Arion              |
|     | Curaçao  | DF       | Richinelo "Chinito" Francisca  |
|     | Colombia | MF       | Harold Vargas                  |

| No. |          | Position | Player                     |
| --- | -------- | -------- | -------------------------- |
|     | Curaçao  | MF       | Everon Espacia             |
|     | Curaçao  | MF       | Ethelbert Daal             |
|     | Curaçao  | MF       | Evenon "Nene" Martis       |
|     | Curaçao  | MF       | Reginald "Reggie" Martina  |
|     | Curaçao  | MF       | Lendel Johanes             |
|     | Colombia | FW       | Jose Landaeta              |
|     | Curaçao  | FW       | Reylison Otto              |
|     | Curaçao  | FW       | Shaidneyson "Korá" Martina |
|     | Curaçao  | FW       | Jursly "Pipo" Kroonstadt   |
|     | Curaçao  | FW       | Raishelon Rosa             |
|     | Curaçao  | FW       | Shurwendel "Pito" Roosje   |
|     | Curaçao  | FW       | Tyronne Maria              |
|     | Curaçao  | FW       | Mirco Colina Jr.           |